# Wzgórze Kaim
Wzgórze Kaim – wzgórze o wysokości 265 m n.p.m. we wschodniej, prawobrzeżnej części Krakowa, w Dzielnicy XII, w południowej części dawnej wsi Bieżanów, na granicy Krakowa i Wieliczki.
Wzgórze ma formę szerokiego garbu, długości ok. 500 m, rozciągającego się ze wschodu na zachód (równoleżnikowo). Stok północny opada łagodnie w stronę doliny Wisły, stok południowy  stromy opada w dolinę Serafy, która opływa wzgórze od południa i zachodu. Jest brzegowym, północnym wzgórzem Pogórza Wielickiego.
Zbudowane jest z trzeciorzędowych utworów – iłów łupkowych oraz iłów krakowieckich.
Szczytowa oraz północna część wzgórza są zabudowane domami jednorodzinnymi. Na  zachodnim stoku, ok. 300 m od szczytu znajduje się pomnik upamiętniający walki o Kraków, pomiędzy armią austro-węgierską a rosyjską, podczas pierwszej wojny światowej w grudniu 1914 r.
Ze wzgórza rozciąga się widok na północ – na dolinę Wisły oraz na południe – na Wieliczkę.

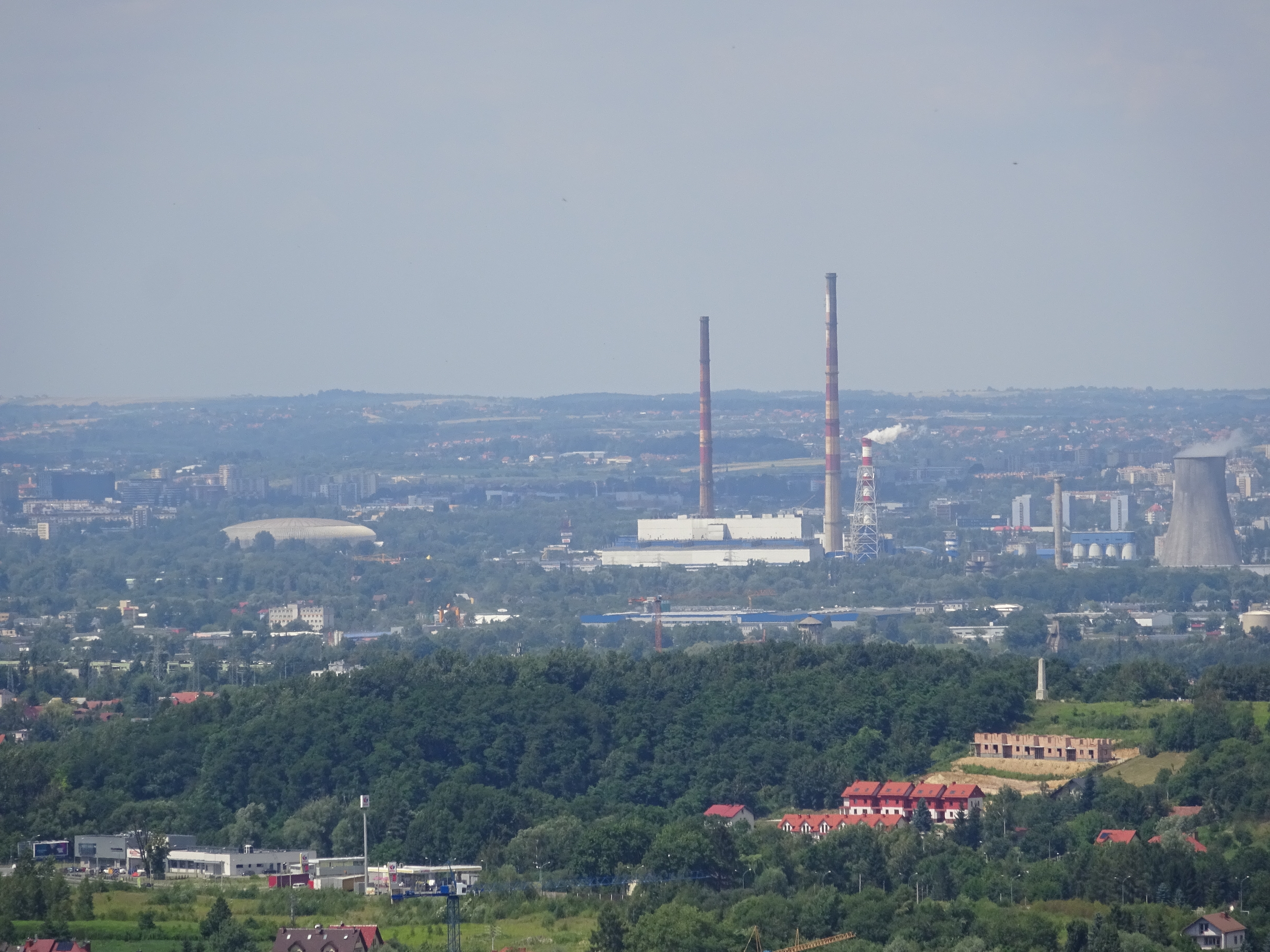
Wzgórze Kaim, widok z Sierczy. W tle - Kraków i Elektrociepłownia w Łęgu
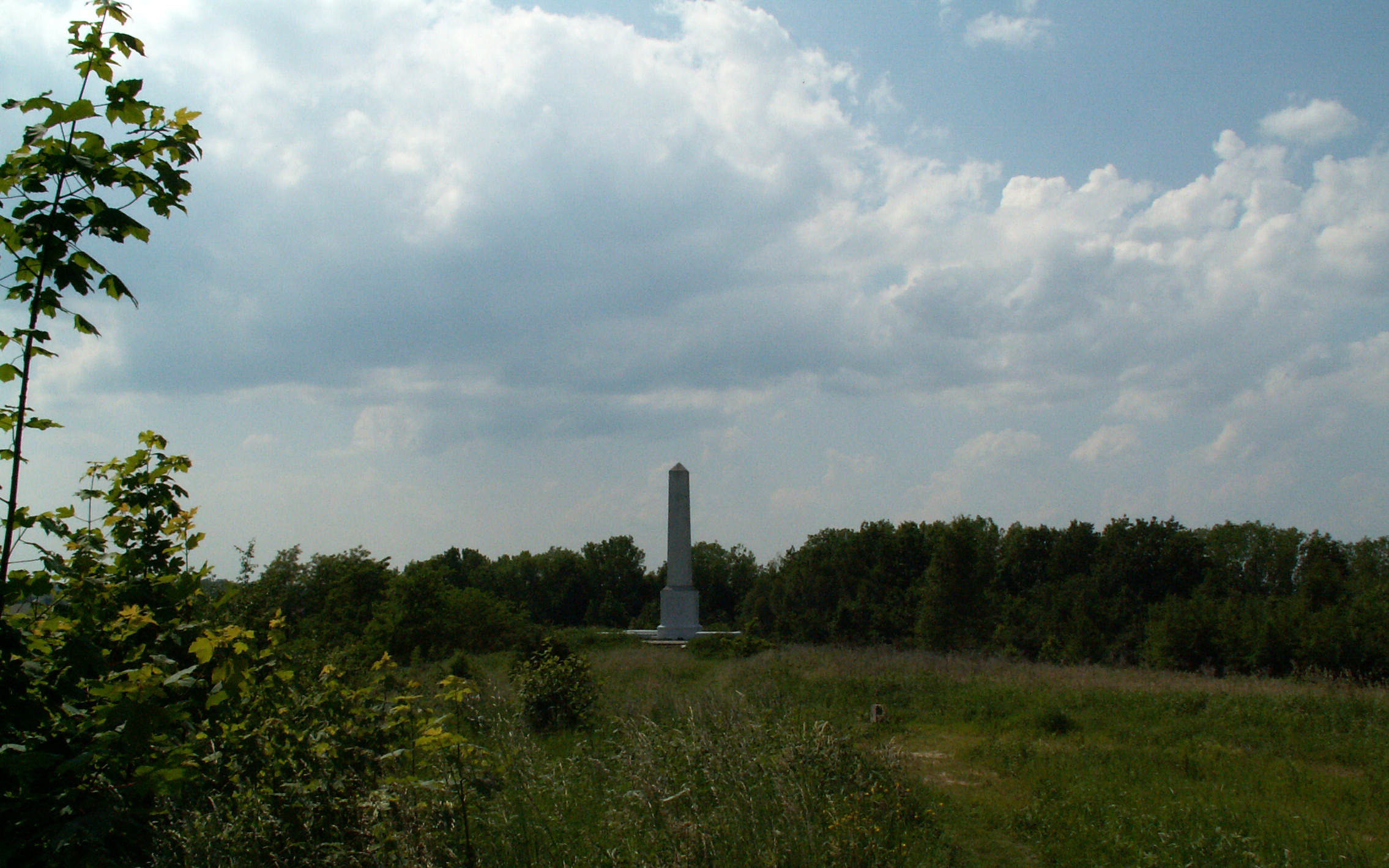
Pomnik na Wzgórzu Kaim